# Pandanicola calocarpa
Pandanicola calocarpa är en svampart som först beskrevs av Syd. & P. Syd., och fick sitt nu gällande namn av K.D. Hyde 1994. Pandanicola calocarpa ingår i släktet Pandanicola, ordningen kolkärnsvampar, klassen Sordariomycetes, divisionen sporsäcksvampar och riket svampar.   Inga underarter finns listade i Catalogue of Life.